# Автошлях Т 1707
Автошля́х Т 1707(вилучено з переліку територіальних, розділено на два нових маршрутів та дана нова індексація О1710 369 та О1719360) — автомобільний шлях територіального значення у Полтавській області. Проходив територією Котелевського та Полтавського районів від перетину з Н12 через Малу Рублівку — Полтаву. Загальна довжина — 47,8 км.

## Маршрут
Автошлях проходить через такі населені пункти:
| Автошлях Т 1707    |           |
| Полтавська область |           |
| Котелевський район |           |
|                    | Н12Т 1702 |
| Мала Рублівка      |           |
| Велика Рублівка    | Т 1722    |
| Терни              |           |
| Милорадове         |           |
| Полтавський район  |           |
| Головки            |           |
| Сусідки            |           |
| Шили               | Т 1732    |
| Надержинщина       |           |
| Полтава            | E40М03Р11 |